# Costa do Sauípe
Costa do Sauípe est une ville brésilienne du littoral nord de l'État de Bahia, situé dans la municipalité de Mata de São João, construite autour d'un des plus grands complexes touristiques du Brésil.
Elle est particulièrement réputée pour sa plage de dunes et de cocotiers.
En réalité, Costa do Sauípe est un complexe touristique très haut de gamme dont l'entrée aux non résidents est payante. Équipée de resort et hôtels de luxe ainsi que de différents commerces (bars, restaurants), seul l'accès à la plage et par la plage reste libre.
La ville la plus proche se nomme Porto de Sauipe.
Le tirage au sort de la Coupe du monde de football de 2014 a lieu le 6 décembre 2013 à Costa do Sauípe.
De 2001 à 2011 le Tournoi de tennis du Brésil du circuit principal s'y est déroulé sur terre battue avec des joueurs comme le n°1 Rafael Nadal.